# 诸葛镇 (洛阳市)
诸葛镇，是中华人民共和国河南省洛陽市洛龙区下辖的一个乡镇级行政单位，由伊滨区托管。

## 行政区划
诸葛镇下辖以下地区：
诸葛村、谭翟村、王府村、方楼村、东棘针村、西棘针村、司马村、西马村、梁村、道湛村、康庄村、杨堂村、刘井村、西韩村、刘窑村、杨沟村、西山张村、潘沟村、上徐马村、下徐马村、苏沟村、刘沟村和白塔村。